# Piero Pasini
Piero Pasini (Forlimpopoli, 31 maggio 1942) è un allenatore di pallacanestro italiano.

## Carriera
Dopo un breve passato da giocatore nelle serie regionali e i primi passi da allenatore nel basket femminile forlivese, Pasini (da tutti conosciuto come Topone) nel 1974 entra nello staff tecnico della squadra (maschile) della Pallacanestro Vigevano, portandola in serie A2 da capoallenatore al termine della stagione 1976-77. La sua carriera da allenatore prosegue in Serie B alla Pallacanestro Livorno, dove resta per un biennio.

Pasini a Brindisi con Malagoli.

Dopo un anno alla guida di Brindisi in A2 ed un periodo alla Benetton Treviso, passa al basket femminile conquistando con la Zolu Vicenza uno scudetto e una Coppa dei Campioni.
Nel 1983 approda al Basket Rimini sponsorizzato Marr, portando la squadra dalla serie A2 alla A1 già al termine del primo anno, restando poi a Rimini anche nelle due stagioni seguenti. Successivamente siede per un anno sulla panchina della Libertas Forlì (in A2), per un biennio sulla panchina di Reggio Emilia (prima A2 poi altra promozione in A1) e per un anno su quella di Brescia.
Il 1990 è l'anno del ritorno a Rimini, dove riesce ad inanellare una doppia promozione in due anni, prima ritornando in serie A2 e poi subito in serie A1, con una Marr in cui era già protagonista un giovanissimo Carlton Myers. Nel 1992 vive un nuovo ritorno, questa volta in A2 a Forlì, squadra che il tecnico forlimpopolese guida fino al marzo del 1994.
Dal 1994 al 1996 è alle redini della Juvecaserta, uscendo in occasione delle semifinali playoff in entrambe le annate. Ritorna nuovamente nel giro della pallacanestro femminile, raggiungendo le finali scudetto sia nella parentesi a Parma che in quella a Schio. Dal novembre 1998 fino al termine della stagione scende ancora in Campania per guidare Avellino, rimanendo in regione anche per il campionato di A2 1999-00 nelle vesti di allenatore della Record Napoli, compagine fresca di trasferimento da Pozzuoli alla città partenopea. A seguito di ciò, nell'annata 2000-01 Pasini è di scena in B1 a Cagliari, per poi fare una rapidissima esperienza in A2 col Fabriano Basket.
Nel 2002 allena a livello giovanile la formazione di Olbia conducendola alla conquista dello scudetto nella categoria allievi. Terminata questa parentesi, si rimette in gioco nel febbraio del 2003 quando prende nuovamente le redini della prima squadra brindisina, che nel frattempo era relegata in B2. Successivamente diventa l'allenatore della formazione femminile di Bolzano, squadra militante nella massima serie.
Resta nel mondo del basket femminile iniziando la stagione 2006-07 come responsabile del settore giovanile della Germano Zama Faenza ma successivamente torna a sedere su una panchina professionistica maschile, quando nel marzo 2007 subentrando all'esonerato Nando Gentile è chiamato ad una disperata salvezza in Legadue con l'Andrea Costa Imola: inverte la tendenza vincendo 4 partite su 7 (a fronte dei 6 successi su 23 ottenuti fin lì dagli imolesi) ma i risultati non evitano comunque il penultimo posto finale, piazzamento che permetterà al club di essere ripescato in estate.
Nel novembre del 2007 si lega contrattualmente con Trieste, guidandola nella restante parte del campionato di B2. Rimasto fuori dall'attività senior maschile, a febbraio del 2009 decide di accettare l'offerta da parte della squadra femminile di Battipaglia, militante in serie B d'Eccellenza, rimanendovi fino al maggio 2010. Rimane nel settore femminile anche nel 2010-11, quando accetta l'offerta della Victoria Forlì di Serie B2; contemporaneamente si cura dell'Under-17 del Castrocaro.

## Palmarès
- Coppa dei Campioni femminile: 1
A. S. Vicenza: 1982-83
- Campionato italiano femminile: 1
A. S. Vicenza: 1982-83
- Promozioni in Serie A1 maschile: 4
Pallacanestro Brindisi: 1980-81; Basket Rimini: 1983-84, 1991-92; Pallacanestro Reggiana: 1987-88.